# Jeffrey Satinover
Jeffrey Burke Satinover (* 4. September 1947) ist ein amerikanischer Psychiater und Psychoanalytiker der Fachrichtung von C.G.Jung. Darüber hinaus ist er Physiker und in diesem Fach promoviert. Er unterrichtete Mathematik und Statistik am Kings College in New York. Er ist Autor zu Themen der Medizin, Neurowissenschaften, Religion, Sexualität und Finanzen.

## Leben und Wirken
Satinover hat Medizin und Psychiatrie am Massachusetts Institute of Technology (MIT) und an der Harvard University und Physik an der Yale University und der University of Texas mit den entsprechenden Abschlüssen studiert. 1982 absolvierte er die McGovern Medical School. Nach Praktika in Erwachsenen- und Kinderpsychiatrie am Yale-New Haven Medical Center 1983 bis 1986 begann er als Psychiater zu praktizieren.
Von der Universität Nizza erhielt er 2009 einen PhD in theoretischer Physik für seine Arbeit zur komplexen Systemtheorie. Vorher war er Fellow Burroughs-Welcome und der American Psychiatric Association und gewann den Lustman Research Preis in Yale. Er lehrte Psychiatrie am Jung Institut in Zürich und Betriebswirtschaft an der schweizerischen Lorange Business School. Er diente als Gastprofessor an der Princeton University und an der ETH in Zürich. Er war Berater von WorldQuant, einer internationalen Firma für Finanzprodukte. Als Gastprofessor lehrte er am King’s College in New York und am Lehrstuhl William James für Psychologie und Religion in Harvard. Er diente als Arzt im Connecticut State Flight Surgeon (CTARNG) und als Reservist in der Armee. Er ist Mitglied beim American Board of Psychiatry and Neurology.
Satinover wurde bekannt durch seine Vorträge und Bücher zu kontroversen Themen wie dem Bibelcode, Neurowissenschaften und besonders für seine Schriften und sein politisches Engagement bezüglich Homosexualität und Lebenspartnerschaft. Kopien seines im Jahr 1996 erschienenen Bestsellers Homosexualität und die Politik der Wahrheit wurden 1998 an alle Bischöfe an der Lambeth-Konferenz der Anglikanischen Gemeinschaft verteilt. Sein Werk wurde weithin benutzt, zitiert und auch kritisiert. Es ist eine der hauptsächlichen modernen Quellen, die die Sichtweise unterstützen, dass Homosexualität veränderbar sei. Satinover stützt auch die jüdisch-christliche Sichtweise und Praxis, dass die natürliche Sexualität zuerst gezähmt und gebändigt werden müsse, bevor sie dann verantwortlich in einer Ehe von Mann und Frau ausgeübt und kultiviert werden könne. Der im Westen weit verbreitete Relativismus der Gegenwart, der dem Neopaganismus und dem Gnostizismus zugeordnet werden könne, lehne diese sexuellen Einschränkungen jedoch ab und lasse viele Formen der Sexualität zu.

## Familie
Satinover ist verheiratet und hat fünf Töchter, er praktiziert in Danbury (Connecticut).

## Schriften (Auswahl)
- Jung's lost contribution to the dilemma of narcissism, Journal of the American Psychoanalytic Association, April 1986.
- Feathers of the Skylark: Compulsion, Sin and Our Need for a Messiah, 1996.
- The Empty Self: C. G. Jung & the Gnostic Transformation of Modern Identity, 1996 ISBN 0-9652945-1-X.
- Homosexuality and the Politics of Truth, Baker Publishing Group, 1996, ISBN 978-0-8010-5625-3.
  - Die paganistische Revolution, Kapitel 16, Deutsches Institut für Jugend und Gesellschaft.
- The Truth Behind the Bible Code, Sidgwick & Jackson, 1997 und 1998, ISBN 978-0-283-06335-0.
- Cracking the Bible Code, 1997.
  - Die verborgene Botschaft der Bibel. Der Code der Bibel entschlüsselt. Goldmann, München 1997, ISBN 978-3-442-12778-8 (englisch: Cracking the Bible code. Übersetzt von W. M. Riegel).
- The Quantum Brain: The Search for Freedom and the Next Generation of Man, 2002.
- mit Erwin Lutzer: Abandoning Nature. The Areopagus Journal of the Apologetics Resource Center, 5. Buch, John Wiley & Sons, 2002, ISBN 978-0-471-44153-3.
- mit Didier Sornette: Cycles, determinism and persistence in agent-based games and financial time-series, Artikel 1 und 2, Juli 2012.